# 俄罗斯岛大桥
俄罗斯岛大桥（羅馬化：Russky most）是一座跨越东博斯普鲁斯海峡的大桥，为服务于2012年在海参崴举行的亚太经济合作组织首脑会议而兴建。大桥连接了该城市的大陆部分（纳季莫夫半岛）与本次会议举办地俄罗斯岛，于2012年7月完工，由俄罗斯总理梅德韦杰夫主持通车。在2012年9月3日，该桥被正式命名为俄罗斯岛大桥。

## 概况
俄罗斯岛大桥拥有320.9（1,053英尺）的世界第二高桥塔（排在米約高架橋之后），而其1,104（3,622英尺）的主跨使其超越苏通长江公路大桥，成为世界上主跨最大的斜拉桥。
桥梁的设计取决于两个主要因素：
- 桥梁在两岸间的最短距离为1460米，通航航道水深达50米。
- 桥梁建筑所在地点的气候条件严酷：温度变化从-31ºC到37ºC，风暴的风速高达36米/秒，风暴潮高达6米，冬季时冰层厚度可达70厘米。

## 技术数据
- 跨度方案：60+72+3×84+1104+3×84+72+60米[3]
- 总跨度：1,885.53米
- 主跨长度：1,104米
- 桥宽：29.5米
- 车道总宽度：23.8米
- 承載：双向四车道
- 净空高度：70米
- 桥塔数量：2
- 桥塔高度：321米
- 拉索数量：168
- 最长、最短拉索长度：579.83 / 135.771米
- 抑振措施：阻尼器

## 争议
这座桥建造的成本和事实受到俄罗斯政治反对派的广泛批评。在2007年1月，当时的俄罗斯总统弗拉基米尔·普京，表示在海参崴举行一个峰会是完全可能的，至少需要1000亿卢布来供这个城市来准备峰会，是当时滨海边疆区总预算的3倍。截止2012年，人口只有5000居民的俄罗斯岛大桥的建设成本预计将超过10亿美元。在承包商的网站所作的项目描述没有列出项目的成本。